# 송현고등학교
송현고등학교(松峴高等學校)는 대한민국 경기도 의정부시 민락동에 위치한 공립 고등학교이다.

## 학교 연혁
- 1999년 1월 15일 : 송현고등학교 설립 인가(24학급)
- 1999년 3월 1일 : 초대 장대형 교장 취임
- 1999년 3월 3일 : 제1회 신입생 368명 입학
- 2002년 2월 15일 : 제1회 졸업식(383명)
- 2012년 2월 9일 : 제11회 졸업식(427명) 총 4,903명 졸업
- 2021년 3월 1일 : 제8대 이용권 교장 취임
- 2024년 1월 5일 : 제23회 졸업식(272명)
- 2024년 3월 4일 : 제26회 입학식(309명)

## 참고 자료
- 송현고등학교 - 한국교육학술정보원 학교알리미